# NGC 457
NGC 457(또는 Owl Cluster,E.T Cluster)은 카시오페이아자리에 있는 산개 성단이다. 이 성단을 보면, 부엉이 모양 또는 E.T 모양을 볼 수 있다. 또, 이 대상은 허셜 400 천체 목록에도 들어가 있다. 겉보기 등급은 +6.0으로 시골에서 맨눈으로 볼 수도 있다.